# NGC 7675
NGC 7675 ist eine Elliptische Galaxie mit ausgedehnten Sternentstehungsgebieten vom Hubble-Typ E/SB0 im Sternbild Pegasus am Nordsternhimmel. Sie ist schätzungsweise 391 Millionen Lichtjahre von der Milchstraße entfernt und hat einen Durchmesser von etwa 70.000 Lichtjahren. Gemeinsam mit NGC 7674, PGC 71505 und PGC 71507 bildet sie das Galaxienquartett HCG 96.
Das Objekt wurde am 16. August 1830 von John Herschel entdeckt.